# Есташ Дешан
Есташ Дешан (фр. Eustache Deschamps 1346 — 1406) је био француски средњовековни књижевник.

## Биографија
Рођен је 1346. године у месту Вертус, у сливу реке Марне, као Есташ Морел. Презиме Дешан потиче од имена његовог малог имања (фр. Des Champs). Студирао је у Ремсу и Орлеану. Обављао је разне државне функције. Био је у дворској служби код војводе Луја Орлеанског, а краља Шарла VI је пратио у његовим ратним походима у Фландрију. И као дипломата и као књижевник нападао је Енглезе, а они су из освете опљачкали његово имање. Иако је учествовао у дипломатским мисијама и политички се ангажовао, био је пре свега човек уметности. Као службеник краљева и великаша доста је путовао, од Немачке, Мађарске и Италије до Египта и Сирије. Година његове смрти није тачно утврђена, највероватније је умро 1406. или 1407. године.

## Машоов ученик
Дешан је типичан представник куртоазне поезије и веран ученик Гијома де Машоа. Као и његов песнички учитељ, био је грађанског порекла, веома образован, вршио је службене функције и био писац на дворовима великаша. Следећи Машоа и он се у свом стваралаштву угледао на Роман о Ружи. Једино су Дешанов темперамент, јер је волео живот пун уживања, као и одређени догађаји, дали његовом песничком делу и лично обележје.

## Песме и поетика
У прозном делу Уметност певања (фр. Art de dictier, 1393) Дешан је изложио своја схватања поезије. Мада она нису увек оригинална и немају вредност општих теоријских погледа ипак је ово дело прва поетика на француском језику.
И теоријски и на делу Дешан показује тенденцију ка уском формализму и ка схватању поезије као затвореног система одвојеног од осталог говора и са сопственим законима. О томе сведоче и његове песме испеване у утврђеним формама и конвенционални начин опевања љубави, вољене даме и идеала женске лепоте. Ипак, умео је Дешан и да искорачи из оквира куртоазије и да изнесе и сопствени живот, материјалне и друге невоље, као и ставове који одударају од утврђених норми.
Дешан је био веома продуктиван писац. Написао је преко хиљаду балада, око двеста рондоа, преко сто краљевских песама, и неколико десетина вирлеа и леа, укупно преко 80 хиљада стихова. Све баладе су кратке, осим једне под називом Огледало брака које броји преко 13 хиљада стихова и у коме на сатиричан начин говори о женама и расправља о корисности брачне институције. И његове краће баладе су углавном сатиричне. Дешан у њима често напада Енглезе, које сматра пљачкашима своје земље, али и богаташе који угњетавају сиромашне, као и корумпиране званичнике и похлепне свештенике.
Занимљиво је да је енглески песник Џефри Чосер користио теме из Дешанове баладе Огледало брака у свом делу. Изгледа да је Чосер био један од ретких Енглеза које је Дешан ценио. Чак је написао и једну баладу у његову част, хвалећи га као великог филозофа, преводиоца, етичара и песника.